# Staatsbibliothek (Gedicht)
Staatsbibliothek ist ein Gedicht von Gottfried Benn aus dem Jahre 1925.
Das Gedicht Staatsbibliothek hat die Staatsbibliothek zu Berlin zum Thema und ist für die Entwicklung der Dichtung Gottfried Benns signifikant. Thema des Gedichts ist die epigonale Ausgangsbasis seines künstlerischen Schaffens.
Veröffentlicht wurde das Gedicht 1925 im Gedichtband Spaltung. Benn befindet sich hier auf der Suche nach einer neuen poetologischen Position und reflektiert sich selbst. Es gilt als beispielhaft für die mittlere Schaffensphase Benns. Die Staatsbibliothek als Symbol kultureller Überlieferung steht im Mittelpunkt des Gedichts.
Staatsbibliothek, Kaschemme,

Resultatverlies,

Satzbordell, Maremme,

[...]

wenn Vergang der Zeiten,

wenn die Stunde stockt,

weil im Satz der Seiten

eine Silbe lockt,

die den Zweckgewalten,

reinen Lustgewinn

rauscht in Sturzgewalten

löwenhaft den Sinn -:
(Auszug aus: Staatsbibliothek)
Für Benn spielte die Staatsbibliothek eine große Rolle; sie war wie ein Wallfahrtsort für ihn. Hier folgte er seinen Assoziationen, hier bekam er, wie er schrieb, vom „summarischen Überblicken, Überblättern“ der verschiedenen Quellen „einen leichten Rausch“. Depressionen in den 1950er Jahren begründete er damit, dass es im damaligen West-Berlin keine Bibliothek mehr gab.

„Wenn ich beispielsweise feststellen will, wann Walt Whitman geboren ist, muß ich eine halbe Stunde in eine der primitiven Bezirksvolksbüchereien wandern. Vielleicht kann ich es da finden. Das wunderbare Flackern von einem Buch zum andern, das in der alten Staatsbibliothek Unter den Linden früher möglich war, ist nicht mehr zu erleben.“

In dieser Phase der 1920er Jahre in Benns Schaffens kann fast alles in Räusche führen, je nach Konstellation von Tageszeit und Moment. Die Staatsbibliothek ist oft der Ausgangspunkt, den Einbruch in die Realität zu finden zwischen den Polen Bewusstseinsschmerz und Trance. Der Bibliothekstisch ist eine Art Geburtsort für den Einbruch ins Reale.
Enzyklopädische Sachverhalte sind hier für Benn wenigstens im Zusammenhang mit Gedichten nur nachrangig. Was zählt, ist ihr Räusche hervorrufender Klang. Die Staatsbibliothek wird als rauschhaftiges „Satzbordell“ aufgefasst. Sie ist „Hades“ und „Himmel“ zugleich. Rausch und Ekstase entstehen plötzlich und augenblickshaft im „traumbeladenen Wort“. Der Germanist Helmut Lethen sprach im Zusammenhang mit dem Gedicht vom „Sound der Enzyklopädien“.
Die Staatsbibliothek wird im Gedicht radikal umgedeutet von einem Ort der Traditionsbewahrung zum mythischen Ermöglichungsgrund künstlerischer Produktivität. Inhalt und Form sind stark kontrastiert, kühne Wortschöpfungen und extravagante Reimpaare kommen vor. Hier werden Realitätsbezüge aufgehoben, kausallogische und raumzeitliche Zusammenhänge verneint. Die Auflösung der modernen Bewusstseinsstruktur wird sprachlich inszeniert.
In dem Gedicht verdichtet sich die poetologische Position Benns der 1920er Jahre wie in einem Brennspiegel. Verwandlungen und Veränderungen in Benns Auffassung seit Staatsbibliothek werden besonders deutlich, wenn man das Gedicht mit Benns Vortrag Probleme der Lyrik von 1951 vergleicht. Benn polemisierte zu Beginn der 1950er Jahre selbstbewusst gegen die Nachkriegslyrik, gegen die Naturlyrik, den Lettrismus und die Konkrete Poesie, die er als „eine Art rezidivierenden Dadaismus“ bezeichnete.